# Cranioceras
Cranioceras és un gènere extint de mamífers artiodàctils de la família dels dromomerícids (o, segons altres classificacions, dels paleomerícids) que visqueren a Nord-amèrica durant el Miocè, fa entre 9,4 i 18,5 milions d'anys. Se n'han trobat restes fòssils a Califòrnia, Dakota del Sud, Nebraska, Nou Mèxic, Texas i Washington (Estats Units). La seva morfologia recorda el gènere europeu Triceromeryx. Les espècies d'aquest grup estaven dotades de tres banyes. El nom genèric Cranioceras significa ‘banya de crani’.